# Simunul
Simunul (Bayan ng Simunul) är en kommun i Filippinerna. Kommunen ligger på ön Suluöarna, och tillhör provinsen Tawi-Tawi. Folkmängden uppgår till 31 962 invånare.
Simunul är indelat i 15 barangayer.